# Józefków (Namysłów)

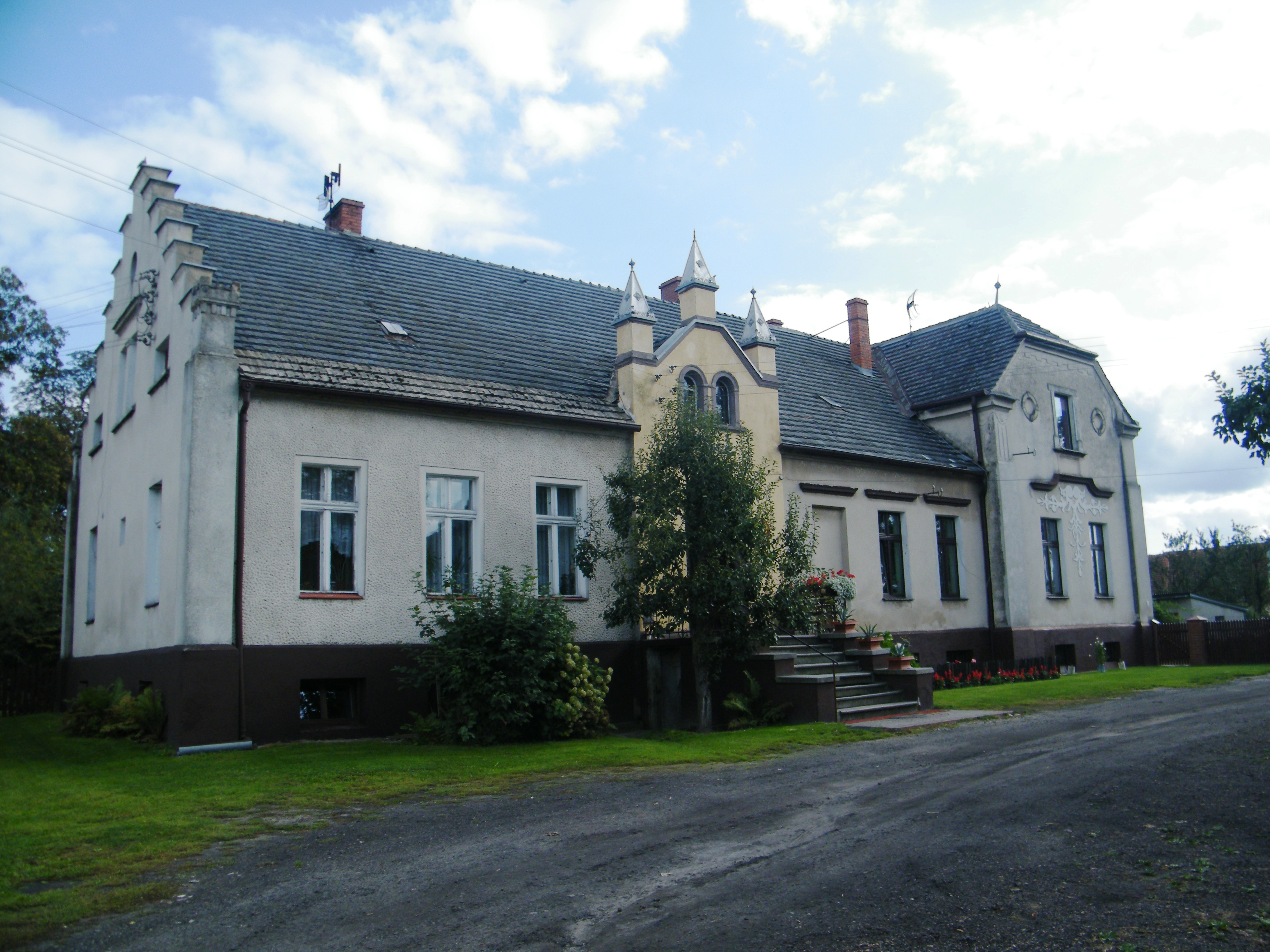
Schloss Jauchendorf

Józefków (deutsch: Jauchendorf) ist ein Ort in der Stadt- und Landgemeinde Namysłów im Powiat Namysłowski der Woiwodschaft Opole in Polen.

## Geographie
Das Straßendorf Józefków liegt sechs Kilometer nordöstlich von Namysłów (Namslau) und 58 Kilometer nördlich von Opole (Oppeln) in der Nizina Śląska (Schlesische Tiefebene) am See Jezioro Michalickie, einem Stausee der Widawa.
Nachbarorte von Józefków sind im Norden Objazda (Obischau), im Osten Michalice (Michelsdorf) und im Südwesten der Gemeindesitz Namysłów (Namslau).

## Geschichte
Im Zehntregister Liber fundationis episcopatus Vratislaviensis aus den Jahren 1295–1305 wurde „Jugowitz“ erstmals erwähnt. 1353 „Jugowitz“ in der Schreibeweise Juchendorf belegt.
Nach dem Ersten Schlesischen Krieg 1742 fiel Jauchendorf mit dem größten Teil Schlesiens an Preußen.
Nach der Neuorganisation der Provinz Schlesien gehörte die Landgemeinde Jauchendorf ab 1816 zum Landkreis Namslau im Regierungsbezirk Breslau. 1845 bestanden im Dorf ein Vorwerk, ein Schmied und 11 Häuser. Im gleichen Jahr lebten in Jauchendorf 86 Einwohner, davon 13 katholisch. 1874 wurde der Amtsbezirk Deutsch Marchwitz gebildet, dem die Landgemeinden Altstadt, Deutsch Marchwitz, Jauchendorf und Obischau sowie Gutsbezirken Altstadt und Jauchendorf eingegliedert wurden.
Am 23. August 1928 wurden die Orte Jauchendorf und Michelsdorf zur Landgemeinde Michelsdorf zusammengefasst.
Als Folge des Zweiten Weltkriegs fiel Jauchendorf mit dem größten Teil Schlesiens an Polen. Nachfolgend wurde es in zunächst in  Józefów umbenannt und der Woiwodschaft Schlesien angeschlossen. 1948 wurde der Ortsname in Juskie geändert. 1950 wurde Juskie der Woiwodschaft Opole eingegliedert. 1986 erfolgte die Umbenennung in Józefków. 1999 wurde es Teil des wiedergegründeten Powiat Namysłowski. Im Jahr 2000 wurde die Widawa zu einem Stausee angestaut.

## Sehenswürdigkeiten
- Das Schloss Jauchendorf (polnisch Dwór Józefków) wurde Ende des 19. Jahrhunderts errichtet. Es steht seit 1997 unter Denkmalschutz.[4]